# Fram (buque)
El Fram (que en noruego significa "Adelante") es un barco que fue usado en las exploraciones a las regiones árticas y antárticas por los exploradores noruegos Fridtjof Nansen, Otto Sverdrup, Oscar Wisting y Roald Amundsen entre 1893 y 1912. El Fram era probablemente el barco de madera más resistente jamás construido. Fue diseñado por el constructor de barcos noruego Colin Archer para la expedición de Fridtjof Nansen al Ártico de 1893, en la cual el Fram debía quedar atrapado en la placa de hielo ártica y flotar con ella hasta el Polo Norte.
El Fram adquirió su fama por haber sido el barco de madera que ha viajado más al Norte y más al Sur. El barco se conserva actualmente en el Museo del Fram, en Oslo, Noruega.

## Construcción
La ambición de Nansen era explorar el Ártico más al norte que nadie. Para conseguirlo, debía solucionar un problema que ya se habían encontrado otros navegantes de los océanos polares: el hielo podía destruir el barco. La idea de Nansen era construir un barco que pudiese soportar la presión, no por dureza, sino porque tuviese una forma que permitiese al hielo empujarlo hacia arriba, de forma que «flotase» encima del hielo.
Nansen encargó la construcción de un barco con estas características al constructor Colin Archer de Larvik. El Fram se construyó con una capa exterior de madera de Egreenheart para resistir al hielo y de escaso calado, para poder superar las aguas poco profundas que Nansen esperaba encontrar. El timón y la hélice se diseñaron para poder ser retraídos dentro del barco. El diseño contemplaba también un buen aislamiento que permitiese la vida de la tripulación a bordo durante cinco años. También llevaba un molino de viento que hacía funcionar un generador que suministraba energía eléctrica a las lámparas de arco.

## Expediciones
El Fram se usó en varias expediciones polares, principalmente en el Ártico, aunque también navegó en aguas de la Antártida.
| Expedición          | Líder de la expedición | Fecha     | Región                         |
| ------------------- | ---------------------- | --------- | ------------------------------ |
| Expedición Fram     | Fridtjof Nansen        | 1893–1896 | Ártico                         |
|                     | Otto Sverdrup          | 1898–1902 | Archipiélago ártico canadiense |
| Expedición Amundsen | Roald Amundsen         | 1910–1912 | Polo Sur                       |

### Expedición de Nansen al Ártico 1893–1896
Debido a la aparición de restos de barcos hundidos, principalmente del USS Jeannette, y objetos a la deriva encontrados en las regiones del archipiélago de las Svalbard y de Groenlandia, Nansen especuló que debía haber una corriente oceánica que fluía por debajo de la placa de hielo, de este a oeste, llevando esos objetos a la deriva desde la región de Siberia hasta las Svalbard y más al oeste. Nansen mandó construir el Fram para alcanzar el Polo Norte beneficiándose de esa deriva del hielo.
La expedición de Nansen duró tres años. Cuando se dio cuenta de que el Fram, atrapado por el hielo, no llegaría al Polo Norte por la fuerza de la corriente, abandonó el barco junto a Hjalmar Johansen para intentar llegar al Polo en esquíes. Habiendo llegado hasta los 86°14'N, tuvo que dar la vuelta y pasar el invierno en una de las islas del archipiélago de la Tierra de Francisco José. Ambos sobrevivieron comiendo carne de morsa y oso polar. Finalmente se encontraron con la expedición británica Jackson-Harmsworth y lograron llegar a Noruega unos días antes de la llegada del Fram, que había pasado cerca de tres años atrapado en el hielo.

### Expedición de Sverdrup al archipiélago ártico canadiense 1898–1902
En 1898, Otto Sverdrup lideró una expedición científica al archipiélago ártico canadiense. Se realizaron ligeras modificaciones al barco para esta expedición, incrementándose su francobordo. El Fram salió de puerto el 24 de junio de 1898, con 17 hombres a bordo. Su misión era cartografiar las tierras de las islas y recoger muestras de la geología, flora y fauna de la zona.

### Expedición de Amundsen al Polo Sur 1910–1912
El Fram fue usado por Roald Amundsen en su expedición al Polo Sur desde 1910 a 1912, la primera en alcanzar dicho Polo.

## Conservación delFram

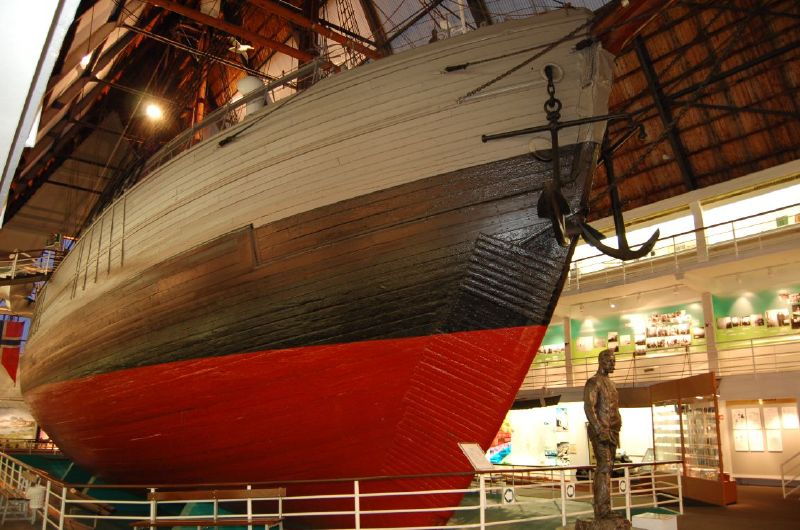
El Fram en el Museo del Fram

El barco fue almacenado entre 1912 y finales de 1920, y fue deteriorándose, hasta que Lars Christensen, Otto Sverdrup y Oscar Wisting iniciaron acciones para conservarlo. En 1935, el barco fue trasladado al Museo del Fram, donde se conserva hoy día.